# Mecaphesa inclusa
Mecaphesa inclusa es una especie de araña cangrejo del género Mecaphesa, familia Thomisidae, orden Araneae.

## Distribución
Esta especie se encuentra en Ecuador.

## Taxonomía
Fue descrita científicamente por Banks en 1902.
Tratamiento taxonómico
La especie aparece registrada y publicada en Papers from the Hopkins Stanford Galapagos Expedition; 1898-1899. VII. Entomological Results (6). Arachnida. With field notes by Robert E. Snodgrass. Proceedings of the Washington Academy of Sciences 4: 49–86.